# Geranium stoloniferum
Geranium stoloniferum är en näveväxtart som beskrevs av Paul Carpenter Standley. Geranium stoloniferum ingår i släktet nävor, och familjen näveväxter. Inga underarter finns listade i Catalogue of Life.